# 140980 Blanton
140980 Blanton este un asteroid din centura principală de asteroizi.

## Descriere
140980 Blanton este un asteroid din centura principală de asteroizi. A fost descoperit pe 12 noiembrie 2001 la Apache Point Observatory în cadrul programului Sloan Digital Sky Survey. Asteroidul prezintă o orbită caracterizată de o semiaxă mare de 2,93 ua, o excentricitate de 0,30 și o înclinație de 14,3° în raport cu ecliptica.